# Jan Hernych
Jan Mauda Hernych (Praga, 7 de julho de 1979) é um tenista profissional da República Tcheca, profissionalizado desde 1998, atingiu seu melhor ranking em 2009, com o 59° posto da ATP. teve o melhor momento em ATP, na grama holandesa, de 's-Hertogenbosch, perdendo para o croata Mario Ančić, na final de 2006.

## Honras
Duplas
- 2009 ATP de Munique, Alemanha ao lado de Ivo Minář

## Ligações Externas
- Perfil na ATP